# Közönséges kószapocok
A közönséges kószapocok vagy régebben vízipocok (Arvicola amphibius) az emlősök (Mammalia) osztályának rágcsálók (Rodentia) rendjébe, ezen belül a hörcsögfélék (Cricetidae) családjába és a pocokformák (Arvicolinae) alcsaládjába tartozó faj.
Az állat az Arvicola emlősnem típusfaja.

## Előfordulása
Majdnem mindenütt megtalálható Európában, kivétel Portugália, Spanyolország és Görögország déli részei; Ázsiában egészen a Lénáig fordul elő.

## Megjelenése
Az állat hossza 14-20 centiméter, farokhossza 11 centiméter és testtömege 150-300 gramm. Bundája szürkés-barna, farka csupasz.

## Életmódja
Általában kis, családi kötelékben él. Az üregnek, amely a vízparton helyezkedik el, több bejárata van, így biztosított a menekülési útvonal. Ha a víz alatt valamely ellensége üldözi, a kószapocok úgy nyer egérutat, hogy felkavarja az iszapot, és így üldözője szem elől téveszti őt. Tápláléka túlnyomórészt fűfélék, lágyszárú növények és azok gyökerei. Élettartama szabadon körülbelül 5 hónap, fogságban maximum 3,5 évig él.

## Szaporodása
Az ivarérettséget 8 hetes korban éri el. A párzási időszak február–márciustól októberig tart. A vemhesség 20-22 napig tart, ennek végén általában 4-6, de akár 11 utód is jöhet a világra. Születésükkor a kölykök csupaszok és vakok. Háromnaposan kinő a kicsik szőre, kilencnapos korukban kinyílik a szemük. 14 nap múltán szőrzetük teljesen kifejlődik. A nőstény minden 22 napban létrehoz egy almot.
|  |